# Sleep's Holy Mountain
Pour les articles homonymes, voir Holy Mountain (homonymie).
Albums de Sleep
Volume One
(1991) Jerusalem
(1999)
Sleep's Holy Mountain, connu également sous le titre Holy Mountain, est le deuxième album studio de Sleep.
Holy Mountain a été enregistré en 1992. Toutes les compositions sont de Sleep.
Cet album est considéré comme un des albums ayant définitivement établi le style stoner rock aux États-Unis, au même titre que les albums Blues for the red sun de Kyuss et Spine of God de Monster Magnet.
Les titres Dragonaut et Some Grass se retrouvent sur la bande originale du film Gummo d'Harmony Korine (1997).

## Musiciens
- Al Cisneros : voix, basse
- Matt Pike : guitare
- Chris Hakius : batterie

## Titres
1. Dragonaut - 5 min 43 s
2. The Druid - 4 min 51 s
3. Evil Gypsy/Solomon's Theme - 7 min 06 s
4. Some Grass - 48 s
5. Aquarian - 5 min 38 s
6. Holy Mountain - 8 min 44 s
7. Inside the Sun - 5 min 44 s
8. From Beyond - 10 min 34 s
9. Nain's Baptism - 3 min 04 s